# Roger Moens (componist-dirigent)
Roger Moens (Maastricht, 8 januari 1961) is een Nederlands dirigent, pianist, componist en  was van 1993 tot 2016 dirigent van Mannenkoor Borgharen Maastricht als opvolger van de overleden dirigent Toine Cremers.
Daarnaast is hij ruim 28 jaar verbonden geweest als concertpianist en later als vaste chef-dirigent aan de Koninklijke Zangvereniging Mastreechter Staar als opvolger van Eduard Rasquin. Hij studeerde directie bij Martin Koekelkoren, een bekend dirigent van de Mastreechter Staar, en piano bij Jo Dusseldorp, Rob van der Linden en Hennie Ramaekers.
Sinds medio 2009 is hij als dirigent, componist en pianist verbonden aan muziektheatergroep Chapeau - voices in motion.
Moens werkte samen met: Cristina Deutekom, Marco Bakker, Tamara Lund, Harrie Peters, John Bröcheler, Miranda van Kralingen, Ernst Daniël Smid, Angelina Ruzzafante, Thijs van Leer, Ben Cramer, Karin Dolmans, Wilma Bierens, Hubert Delamboye, Els Bongers, Bert Simhoffer, Jeroen van Koningsbrugge, Chantal Janzen, Benny Neyman, Lee Towers.

## Nevenfuncties
Naast zijn werk als concertpianist en dirigent is hij tevens werkzaam als componist en arrangeur en heeft vele werken geschreven en gearrangeerd. Moens dirigeerde onder andere de groots opgezette producties van de rockopera 'Jesus Christ Superstar' van Sir Andrew Lloyd Webber met choreografie door Meino van der Broek en onder anderen Jeroen van Koningsbruggen als Judas en Dennis van de Ven als hogepriester Anas, de 'Christmas Parade' die hij samen met, Meino van der Broek, geschreven heeft en het muzikaal theaterspektakel van Karin Dolmans, Mens aan de Maas. Roger zette alle teksten van Karin in "Mens aan de Maas" op muziek. Voor de Koninklijke Zangvereniging Mastreechter Staar schreef hij de muziek voor de vredes cantate O Pacem Cantemus en voor het Mannenkoor Borgharen de "Hoog water" cantate 45 plus NAP, Mestreechter Geis en Slevrouwe, alle eveneens in samenwerking met dichter Karin Dolmans. In 2012 vond de wereldpremière van het speciaal voor het Chèvremonts Mannenkoor gecomponeerde Cantata Infiammata plaats. De teksten van Dolmans bij dit werk waren zowel in het Nederlands, Frans als Duits, in opdracht van het jubilerende koor geschreven. Het werk vertaalt een feestelijk vuurwerk in zang en muziek.

## Composities
- Seigneur pourquoi pas moi (cantate)
- 45+NAP
- O Pacem Cantemus (vredes cantate)
- Cantata Infiammata (feest cantate bij gelegenheid van het 100-jarig bestaan Chèvremonts Mannenkoor)
- l'Enfance de David
- Retour à Honfleur
- Mens aan de Maas
- Mestreechter Geis
- Slevrouwe
- Quilla (het maanlied)
- Vive le vink
- de Brug
- Ubi es tu
- Almost
- l'Amour
- Gloria
- When all is said
- Tibie
- not a marionette
- le Monde en feu
- Eldorado

## Discografie
Cd's:
- Concerto Maestruoso (1994) met Maurice Bonnemayers
- Dreaming of a white Christmas (1996), K.Z.V. Mastreechter Staar m.m.v. Wilma Bierens en Marco Bakker
- Gershwin and Gershwin (2000) met pianist Michiel Ballhaus
- Moving Music (2002), Koninklijk erkend Mannenkoor Borgharen m.m.v. Els Bongers en Luc Devens
- Mens aan de Maas 'Live' (2005), muzikaal theaterspektakel Mens aan de Maas, tekst: Karin Dolmans, muziek: Roger Moens
- De Roos / The Rose (2006) met de Mastreechter Staar en Bennie!
- 125 jaar Koninklijke Zangvereniging Mastreechter Staar (2007) onder leiding van Roger Moens met Chantal Janzen en Bèr Schellings
- De Mestreechter Geis / l'Amour "single" cd (2009), 2 composities van Roger Moens met Beppie Kraft, Geralt van Gemert, Koninklijk erkend Mannenkoor Borgharen en Fanfare Sint Cornelius Borgharen, tekst: Karin Dolmans